# Embalse de Valmayor

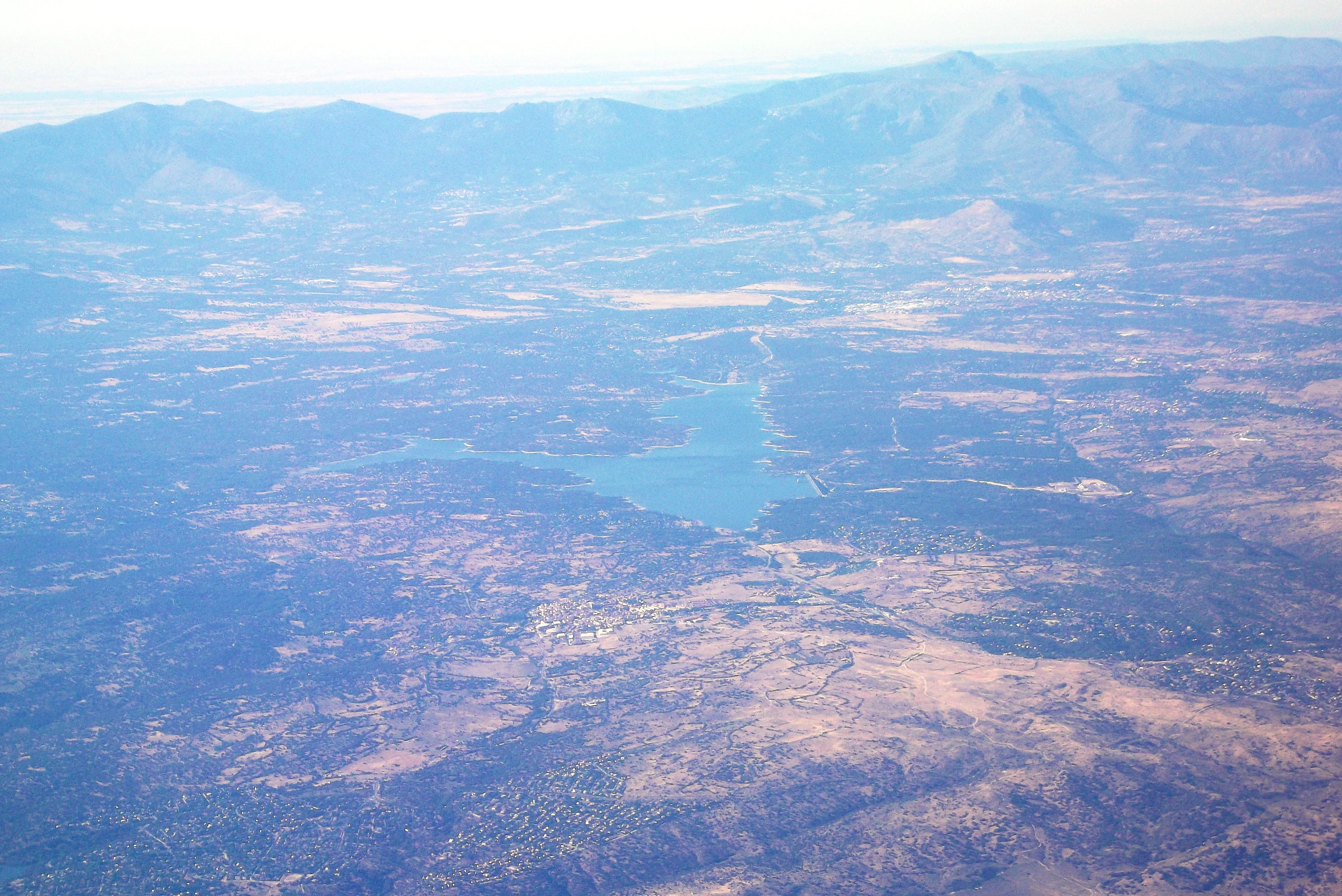
Vista aérea del embalse de Valmayor

El embalse de Valmayor está situado al noroeste de la Comunidad de Madrid, en España. Pertenece a la cuenca del Guadarrama, si bien está construido sobre el principal afluente de este río, el Aulencia. Es el segundo de la provincia en cuanto a cantidad de agua almacenada (una capacidad de 124,4 hm³), después del embalse de El Atazar (425,3 hm³), en la cuenca del Lozoya. Es gestionado por el Canal de Isabel II.
La presa de Valmayor se encuentra en el término municipal de Valdemorillo. El embalse, que discurre a lo largo de una longitud de doce kilómetros, aguas arriba, inunda también los municipios de El Escorial y Colmenarejo y ocupa una superficie de 755 hectáreas.

## Historia

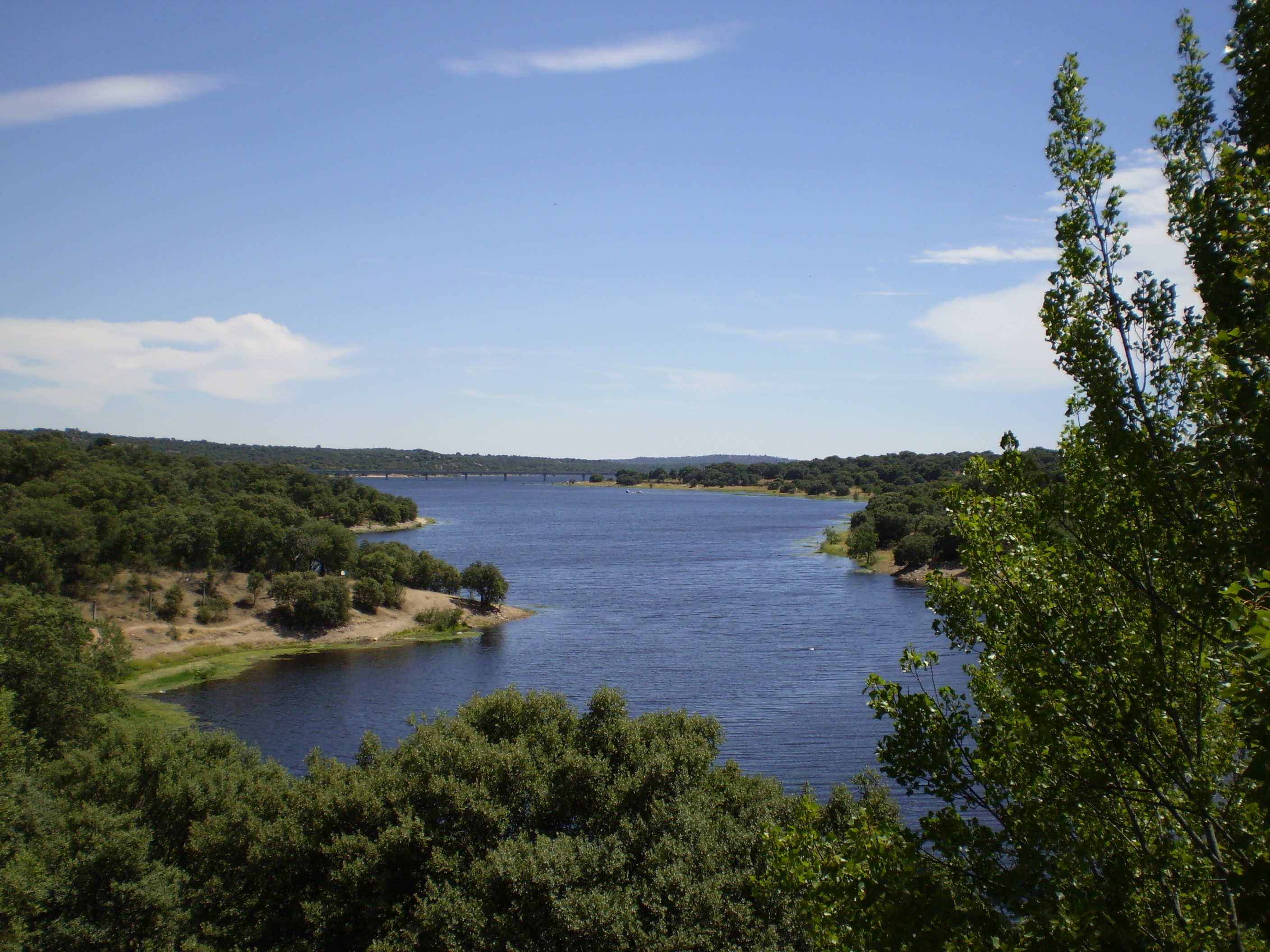
Vista parcial de Valmayor, desde la presa de Los Arroyos, situada en su cola más destacada

Las crecientes necesidades de agua de la provincia de Madrid motivaron, a mediados de los años setenta, la realización de diferentes estudios dirigidos a aprovechar el caudal del río Guadarrama, mediante la construcción de un gran embalse sobre su cauce. Pese a ello, el embalse de Valmayor se erigió finalmente sobre el Aulencia, una corriente de escaso caudal (35 hm³ al año) y fuerte estiaje, y no sobre el Guadarrama, que posee un caudal mucho mayor (una aportación media anual de 116 hm³).
La elección de este emplazamiento se debió a las favorables condiciones geográficas del valle que describe el Aulencia, con una gran apertura y asentado sobre material granítico, de carácter impermeable. Aún más determinante fue la práctica ausencia de núcleos de población alrededor de este enclave, característica que el Guadarrama no presentaba, dada la existencia de numerosas urbanizaciones a lo largo de sus riberas.
La dirección del proyecto y obras corrió a cargo de Emeterio Cuadrado Díaz (Murcia, 1907-Madrid, 2002), ingeniero de Caminos, Canales y Puertos y jefe del Departamento de Proyectos y Obras del Canal de Isabel II.

## La presa y aportaciones de agua

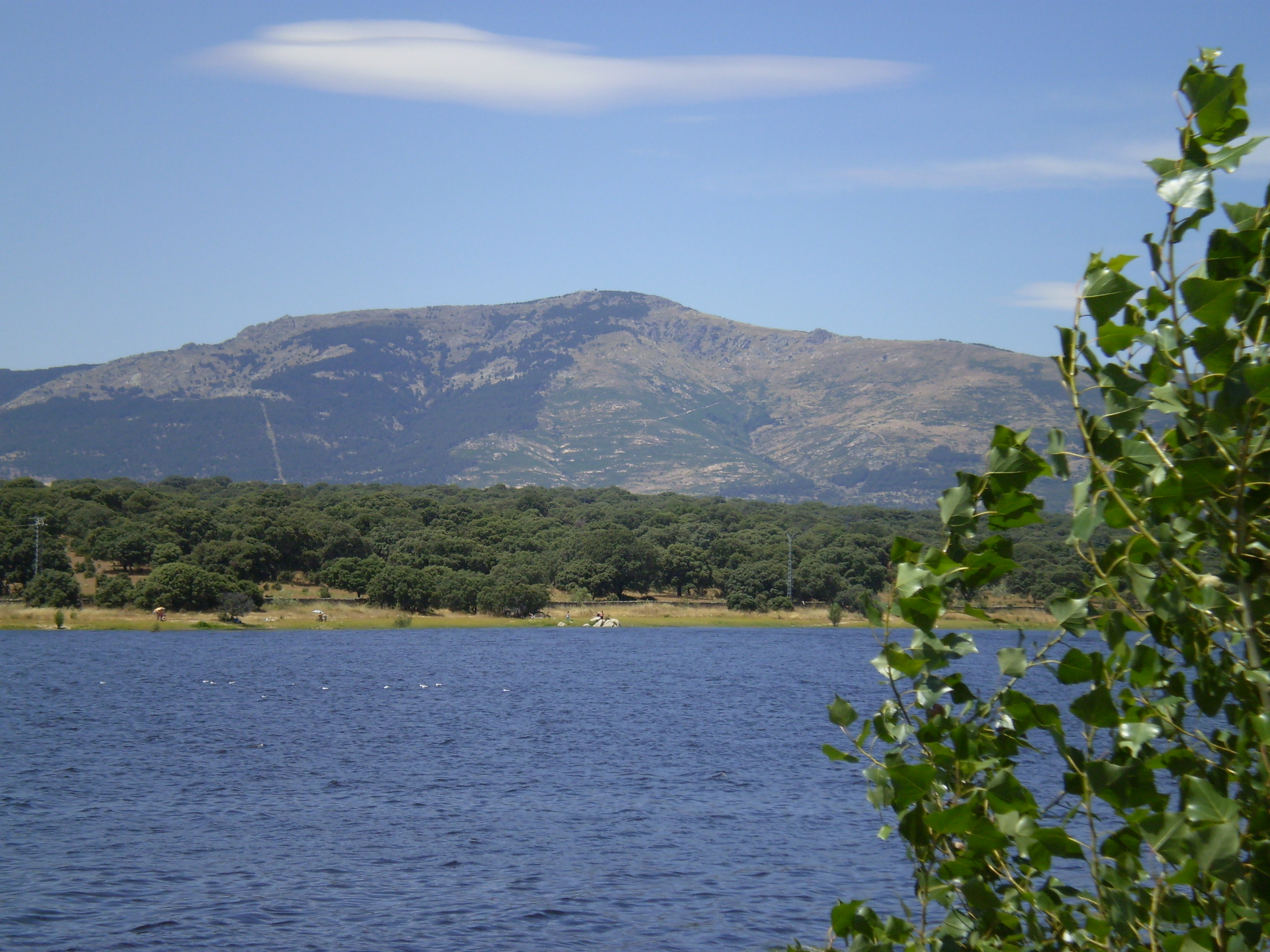
El embalse está incluido en el Parque Regional del Curso Medio del río Guadarrama y su entorno. Al fondo, el monte Abantos, donde nace el río Aulencia.

La presa es de escollera y se terminó de construir en 1976 como la más alta de España en este tipo (alcanza los 60 m en su punto máximo, sobre el cauce). Su longitud es de 1,125 km y tiene un volumen de 2.100.000 m³. La elección de esta modalidad, no sólo obedeció a razones económicas, sino también a cuestiones técnicas, dada la amplitud del espacio sobre el que se asienta.
Está flanqueada en sus extremos por otras dos presas. Aguas arriba, a unos doce kilómetros, en la cola más destacada del embalse, se halla el embalse de Los Arroyos, en el término de El Escorial. Aguas abajo, a unos dos kilómetros, se encuentra la Presa Vieja o embalse de Valmenor, en Colmenarejo, que, en su momento, abastecía de agua potable a varios pueblos de la zona (hoy está en desuso).
A pesar de estar construido sobre el Aulencia, Valmayor recibe sus mayores contribuciones del Guadarrama, situado a varios kilómetros de distancia. Las aguas de este río llegan a este embalse mediante un túnel de trasvase, de unos cinco kilómetros de longitud, que tiene su origen en un pequeño embalse captador, llamado de Las Nieves, que se localiza cerca de La Navata (Galapagar). Este canal artificial, que puede verter un caudal de hasta 30 m³/s, desemboca en el arroyo del Tercio, cerca de la cola más destacada del embalse.
El embalse de Valmayor también se alimenta de las aguas del arroyo Ladrón, afluente del Aulencia.
Desde 1993 este embalse puede recibir aguas procedentes del embalse de San Juan en el río Alberche, a través del trasvase San Juan-Valmayor.

## Valores ambientales
El embalse de Valmayor integra varios ecosistemas, de gran valor medioambiental, que han convivido con distintos aprovechamientos agrícolas, ganaderos y forestales. La vegetación de ribera ocupa un lugar preeminente, junto con los encinares, que aparecen en sus inmediaciones, principalmente en forma de dehesa.
La vegetación de ribera está formada por comunidades de sauces y fresnos, con un sotobosque de plantas nemorales, como botones de oro, aros, nueza negra y brionía. El majuelo, el endrino, la zarzamora, los rosales silvestres y las madreselvas son los arbustos más característicos. En las zonas anegadas, predominan el cárex y gran cantidad de gramíneas.
Este ecosistema alberga diferentes especies animales, tanto anfibios, peces y reptiles como aves acuáticas y migratorias (somormujos, cercetas, garzas, ánades...). Entre las especies piscícolas, figuran las carpas y los lucios. La pesca está permitida en diferentes puntos del embalse.
El embalse se encuentra protegido por la Comunidad de Madrid por la Ley 7/1990, de 28 de junio, de Protección de embalses y zonas húmedas de la Comunidad de Madrid y también por su inclusión dentro del Parque Regional del Curso Medio del río Guadarrama y su entorno.

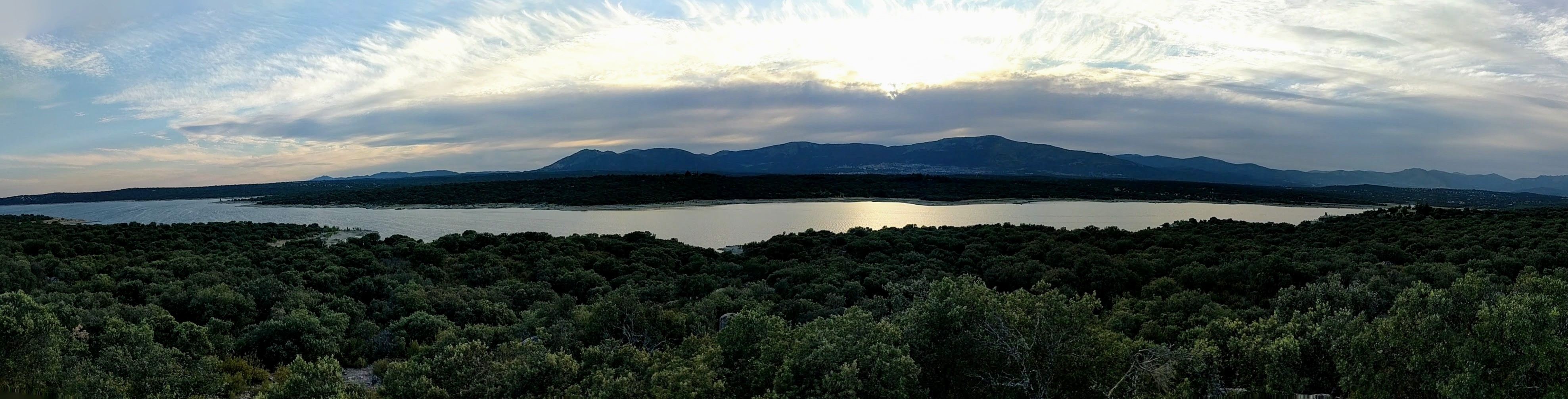
Vista panorámica desde la orilla de Colmenarejo

## Otros datos

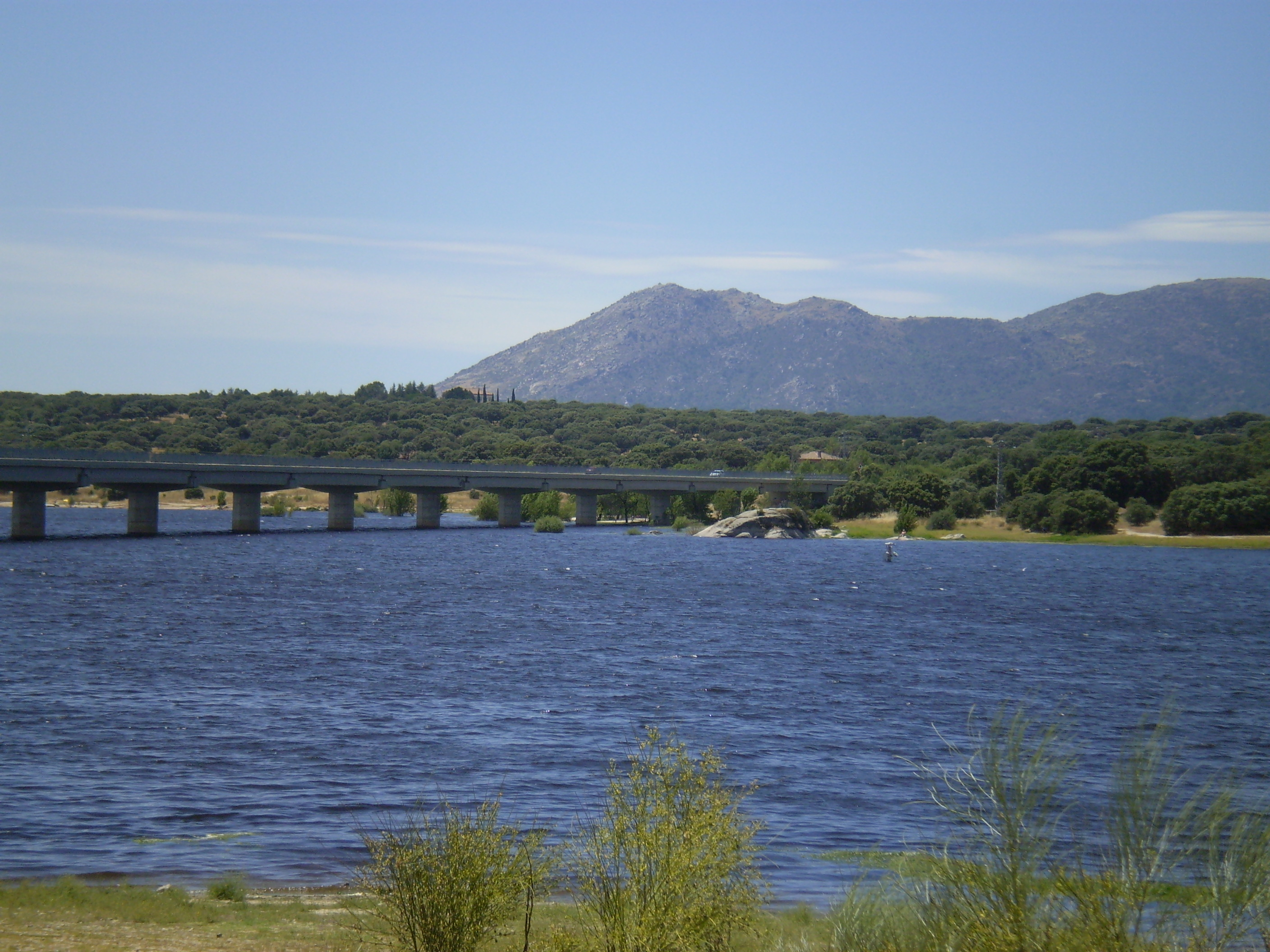
Viaducto, de 700 m de largo, sobre Valmayor

- La inauguración del embalse en 1976 anegó caminos, cañadas y construcciones de cierto interés. Para evitar una posible inundación de la Cruz del Tercio, que delimitaba antaño el término municipal de El Escorial, fue trasladada a la Glorieta de los Sexmos de esta localidad.
- Las aguas represedas también sumergieron varios puentes. Por uno de ellos, Puente del Tercio, que cruzaba el río Aulencia, pasaba antiguamente la carretera M-505 (Las Rozas de Madrid-El Escorial). Fue sustituido por un moderno viaducto de 700 m, según se puede observar en la fotografía adjunta. En la recula del embalse, asoma otro puente, en estado ruinoso, utilizado en el pasado por los pastores y los vecinos de Navalquejigo, pedanía de El Escorial.
- En el verano de 2003, el embalse de Valmayor saltó a todos los medios de comunicación, ante los supuestos avistamientos de cocodrilos en sus aguas. Las acciones de búsqueda resultaron infructuosas, por lo que se descartó la presencia de esta especie.[5] El Club de Regatas Valmayor presentó un informe en el SEPRONA redactado por el profesor Louis Gillette, de la Universidad de Florida, uno de los principales expertos internacionales en este tipo de fauna, que confirmó que el hábitat no era el adecuado para cocodrilos, como argumento para levantar la prohibición de navegar.
- Fue el enclave principal para la grabación de la serie El Pantano que emitió Antena 3 y donde Natalia Verbeke era su protagonista. Aparece también en la película Airbag.